# Ярчук, Дмитрий Вадимович
Дми́трий Вади́мович Ярчу́к (укр. Дмитро Вадимович Ярчук; род. 23 марта 1994, Николаев) — украинский футболист, полузащитник

## Игровая карьера
Воспитанник СДЮШОР «Николаев» и СДЮШОР «Торпедо». Был одним из лидеров «Торпедо» своего возраста. Становился лучшим игроком детских турниров.
После завершения обучения, выступал за взрослую команду «Торпедо» в любительском чемпионате Украины.
В 2012 году, вместе с ещё двумя «торпедовцами» Севодняевым и Крамаренко, был приглашен в симферопольскую «Таврию». В сезоне 2012/13 провёл 6 матчей в юношеском и 24 — в молодёжном составе симферопольцев. В следующем сезоне дебютировал в основном составе в Премьер-лиге. Первый матч — 3 августа 2013 года против «Севастополя» (0:1). После расформирования симферопольского клуба Ярчук пытался трудоустроиться в Германии. В его услугах были заинтересованы «Хоффенхайм» и «Штутгартер Кикерс», но находясь на просмотре футболист получил травму и выбыл на полгода. После восстановления от повреждения пребывал на просмотре в самарских «Крыльях Советов».
Осенью 2015 года подписал двухлетний контракт с командой первой лиги чемпионата Турции «1461 Трабзон».
В марте 2016 года стал игроком клуба «Горняк-Спорт».

## Карьера в сборной
В октябре 2013 вызывался в юношескую сборную Украины (до 20 лет).